# ジャン・アルプ

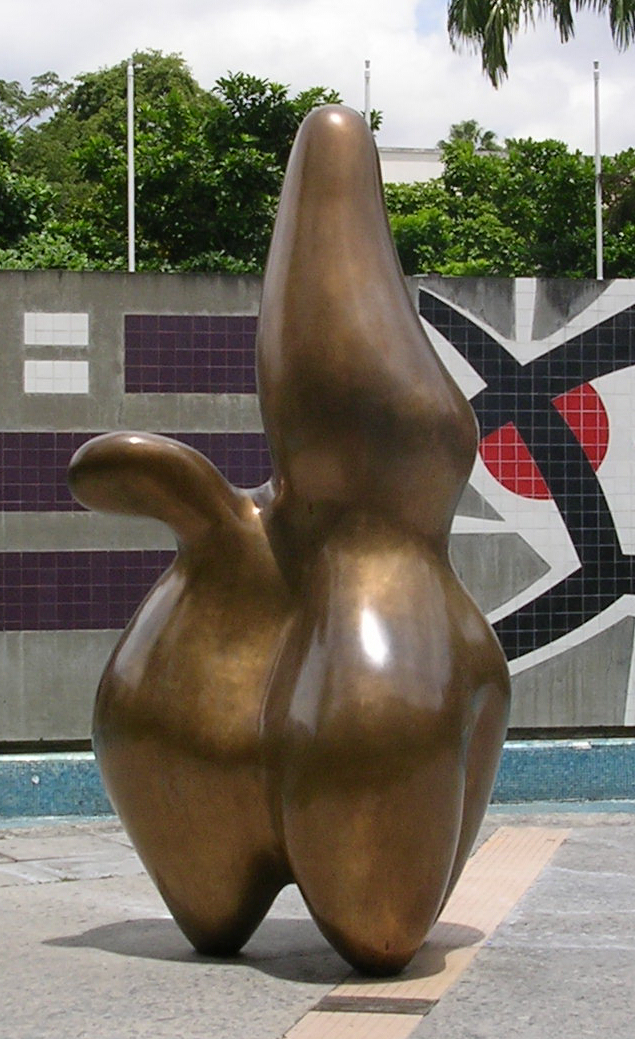
ベネズエラ国立カラカス大学「雲の羊飼い」(1953)

ジャン・アルプ（Jean Arp）、ドイツ名ハンス・アルプ（Hans Arp, 1886年9月16日 - 1966年6月7日）は、現在のフランス・アルザス地方の首府ストラスブール（シュトラースブルク）出身の彫刻家、画家、詩人。

## 略歴
アルプの父ユルゲンはドイツ人の葉巻製造業で、母ジョゼフィーヌはアルザス人である。アルザス地方の地域性からドイツとフランスの両方の文化、教育の影響を受けて育つ。幼い頃から絵を描くことを好み、造形芸術と詩に強い興味を持っていて、自然と芸術家への道を歩んだ。

### 模索からダダイスムに至るまで
両親からも熱心に支援を受けたアルプは1901年、シュトラースブルクの美術工芸学校へと入学する。だが、その伝統的な美術教育に拒否反応を示し、専ら新しい芸術表現の可能性を模索しながらパリの美術館を巡り、そして詩作を続けていた。
後にドイツのヴァイマルの美術学校へ通い、1908年頃にはパリのアカデミー・ジュリアンなどで学んでマティスやシニャックらと展覧会を開くなどをした。しかし、その全てに満足できず、ほどなくスイスのルツェルンへと移り住んでいた実家に戻る。
1911年、スイスの同世代の作家たちと共に「デア・モデルネ・ブント（近代同盟）」と名づけたグループを立ち上げて展覧会を開いた。これ以降アルプは数年の間、まるで自分の方向性を模索するようにパリやケルン、ミュンヘンをまわり、同時代の多くの芸術家たちを交流を持っていく。その中には青騎士のカンディンスキー、クレー、ピカソ、エルンスト、モディリアーニなどがいた。
1915年、後にアルプの妻となるスイス人芸術家のゾフィー・トイバーとも出会い、ゾフィーとの共同制作を行うようになる。木や紙、布を使った幾何学的コラージュ作品を多く制作した。ゾフィーとの出会いは、アルプ自身の方向性を定める重要なものとなった。

### ダダイスムから第二次世界大戦
第一次世界大戦を避けて、チューリヒに落ち着いたアルプは、トリスタン・ツァラらと共にダダイスム運動を始める。戦争や既存の社会的な美的規範に反抗し、また、ありとあらゆる手段による表現方法は伝統的で窮屈でしかなかった芸術界に衝撃を与え、中心人物のアルプはさらに多くの芸術家たちと交流を持った。
1922年10月にゾフィーと結婚しスイス国籍を取得しようとした。しかし、ダダ・シュルレアリスム的な活動が問題視されて当局から拒否され、フランスへ戻りフランス国籍を取得した。1927年にアルプにとって最初の個展がパリのシュルレアリスト画廊で開催されたころから、アルプの作品で最も著名な有機的な不定形を持つ「具象彫刻」の制作が始まった。
アルプは妻のゾフィーと共に多くの芸術家グループに参加しつつ多くの展覧会に出品し詩集も出版する。その頃に第二次世界大戦が勃発。パリを脱出したアルプとゾフィーはアメリカへの移住を計画するが、結局再びスイスへと逃れることとなる。

### 妻ゾフィーの死と、アルプの戦後
1943年1月12日夜、就寝中だった妻のゾフィーが故障したストーブから出た一酸化炭素中毒で事故死した。この悲劇的な事故は、アルプのその後の生涯に決定的な影響を与えた。
妻の突然の死によって深刻な鬱に陥ったアルプは修道院に引きこもり4年間、詩作だけで妻を弔って過ごした。その後、長年の友人で収集家で晩年にはアルプの再婚相手ともなるマルゲリーテ・ハーゲンバッハの支援により、制作を再開する。また、詩を主題にしたモチーフを繰り返し応用した彫刻を精力的に発表するようになり、エッセイなどの著作にも多く記した。
1954年、ヴェネツィア・ビエンナーレ彫刻部門賞を受賞、1963年にはフランス芸術大賞を受賞した後、アルプの名声はゆるぎないものとなり、数多くの彫刻を世界中に残した。
1959年、マルゲリーテと結婚。自らの著作をまとめた集大成である「摘みとられた日々」を準備した後、アルプは1966年にスイスのバーゼルにて死去した。「摘みとられた日々」はアルプの死後に刊行された。

## 日本で見ることができる主な作品
- 「森」　(1917頃) 愛知県美術館蔵
- 「臍の上の二つの思想」（1932）DIC川村記念美術館蔵
- 「星座」(1933)　愛知県美術館蔵
- 「目覚め」（1938）広島県立美術館蔵
- 「地中海群像」（1941/1965）東京国立近代美術館蔵
- 「鳥の骨格」（1947）富山県立近代美術館蔵
- 「プロフィール」（1955）広島市現代美術館蔵
- 「植物のトルソ」（1959）大阪市立美術館蔵
- 「カップか果実か」（1960）国立国際美術館蔵
- 「バラを食べるもの」（1963）埼玉県立近代美術館蔵
- 「のんびりする貝」（1965）札幌芸術の森美術館蔵
- 「陽気なトルソ」（1965）兵庫県立美術館蔵

## アルプの名
アルプの生まれた当時、アルザス地方は普仏戦争の結果、ドイツ領となっており、アルプはドイツ語とフランス語の双方を母国語とし、家庭ではアルザス語も話して育った。
1926年にアルプは当時のヨーロッパの政治的な問題、主にドイツのナチス政権に反発してフランス人となり、さらに1940年以降は自ら「ジャン･アルプ」と名乗るようになった。そのために現在でもドイツ語圏では「ハンス」、フランス語圏では「ジャン」と呼称される。

## オブジェ言語
アルプはさまざまな身近な自然物から独自の形を抽出して「オブジェ言語」と称して造形作品に応用した。
髭やへそ、唇などの人体の部分は、瓶、帽子、時計のような人工の日用品とでさえ等価値という例に代表されるように、アルプの皮肉とユーモアに満ちたそれらの配置や構成は、偶然性も交えてアルプの探求の中心となっていた。

## アルプ美術館

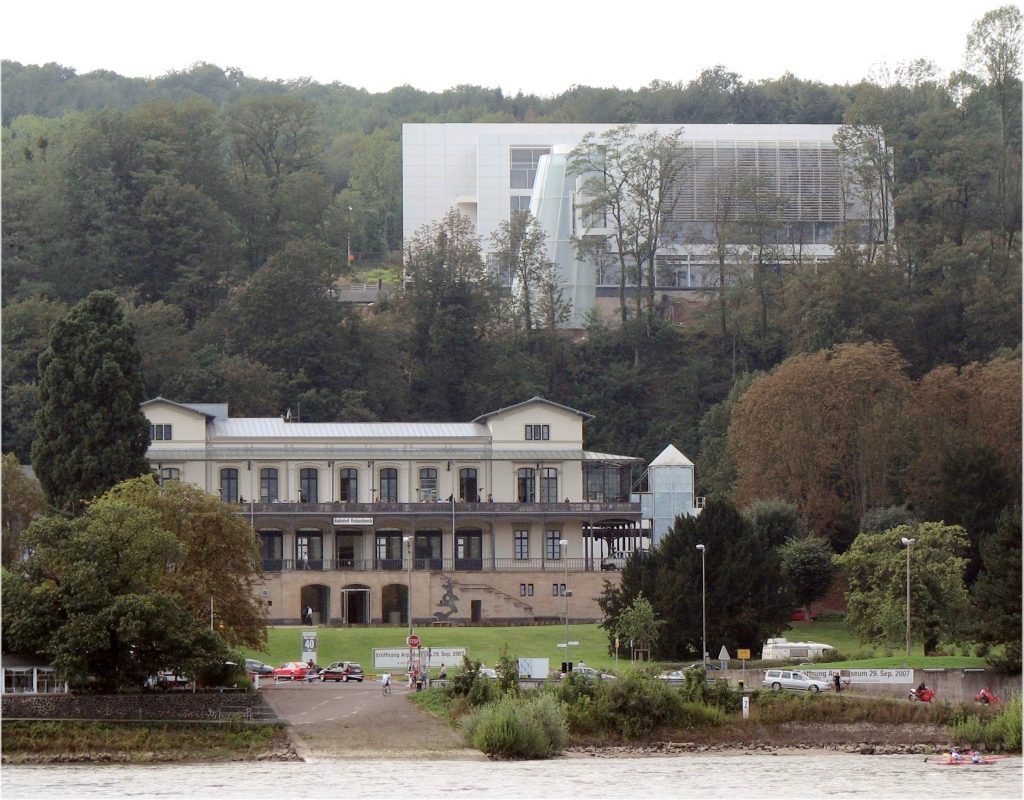
バーンホフ・ローランズエックとアルプ美術館（2007年9月）

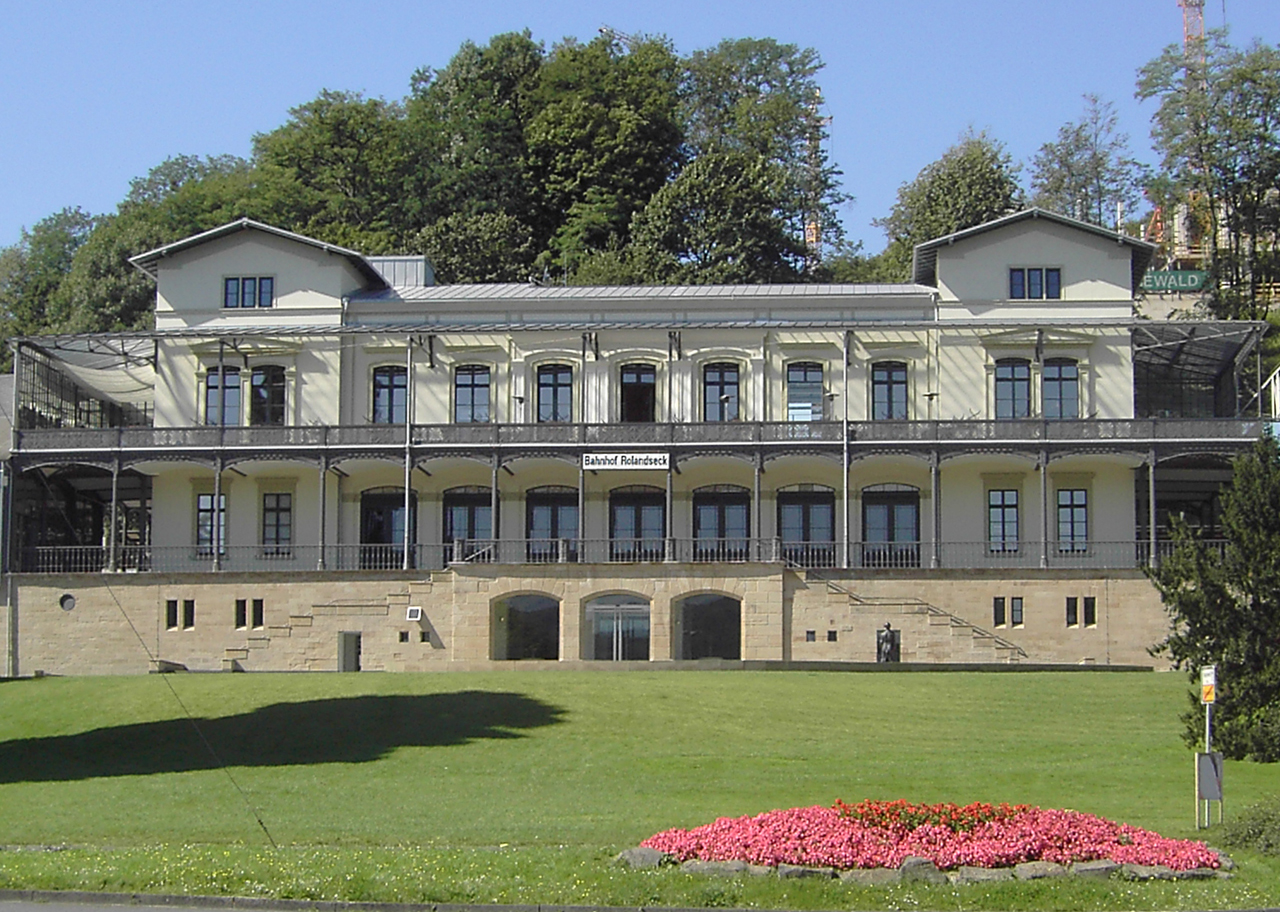
バーンホフ・ローランズエック

アルプ美術館は、ドイツ・ボンそばのライン川渓谷沿いに2007年9月23日にオープンした美術館である。
1856年に作られた古い私鉄の駅舎を改装した芸術センター「バーンホフ・ローランズエック（ローランズエック駅）」と、アメリカ人建築家リチャード・マイヤー設計による2つの施設からなる。アルプと妻ゾフィー・トイバーの400点におよぶ作品を収蔵している他、地域芸術の拠点としての機能を持つ。
バーンホフ・ローランズエックの部分は2004年10月に改装を終え、先行して開館した。